# Ioan Rascanu
Ioan Rascanu (Cahul, 1. listopada 1878. – Sighetu Marmației, 25. veljače 1952.) je bio rumunjski general i političar. Tijekom Prvog svjetskog rata bio je načelnikom operativnog odjela Glavnog stožera, dok je nakon rata u više rumunjskih vlada obnašao dužnost ministra obrane.

## Vojna karijera
Ioan Rascanu rođen je 1. listopada 1878. u Cahulu u jugozapadnoj Besarabiji. Sin je Elefterije i Elene Rascanu. Od srpnja 1891. pohađa Časničku školu koju završava 1893. godine. Potom, od 1895. pohađa Školu za topništvo i inženjeriju, te od 1898. Ratnu školu u Bukureštu. U travnju 1896. promaknut je u čin poručnika, dok čin satnika dostiže u ožujku 1903. godine. Od te iste godine predaje na Školi za topništvo i inženjeriju, dok od 1906. radi kao predavač u Ratnoj školi u Bukureštu. Od 1907. obnaša dužnost vojnog atašea u Njemačkoj. Tijekom obnašanja navedene dužnosti promaknut je 1910. godine u čin bojnika. Nakon povratka iz Njemačke služi kao stožerni časnik u Glavnom stožeru gdje 1914. postaje načelnikom operativnog odjela. Te iste godine, u travnju, unaprijeđen je u čin potpukovnika, dok je u čin pukovnika promaknut 1916. godine.

## Prvi svjetski rat
Ulazak Rumunjske u rat na strani Antante Rascanu dočekuje na mjestu načelnika operativnog odjela Glavnog stožera. Na tom mjestu sudjeluje u planiranju svih operacija rumunjske vojske. Nakon pada Bukurešta, u prosincu 1916., odlazi u Francusku gdje obnaša dužnost predstavnika rumunjske vojske pri francuskom Glavnom stožeru. U Rumunjsku se vraća 1916. godine na mjesto zapovjednika 15. topničke brigade. Zapovijedajući navedenom brigadom ističe se u Bitci kod Marasestija nakon čega je u rujnu 1917. promaknut u čin brigadnog generala. Kao predstavnik rumunjske vojske sudjeluje u potpisivanju primirja u Focsaniju između Centralnih sila, te ruske i rumunjske vojske. Godine 1918. imenovan glavnim tajnikom u ministarstvu rata, te je kao vojni povjerenik za Besarabiju imao veliku ulogu u njezinom ujedinjenju s Rumunjskom.

## Između dva rata
Nakon završetka rata Rascanu je više puta obnašao dužnost ministra obrane. Navedenu dužnost obnašao je tako od rujna do prosinca 1919. u vladi Artura Vaitoianua. Dužnost ministra obrane obnaša i u vladi Alexandru Vaide-Voevoda od prosinca 1919. do siječnja 1920. godine. I u vladi Alexandrua Averescua, koji je predsjednikom Vlade postao u ožujku 1920., obnaša dužnost ministra obrane i to do prosinca 1921. godine. Te 1920. godine izabran je u Senat. Godine 1922., nakon što je promaknut u čin divizijskog generala, napušta vojsku.
U vladi Alexandrua Averescua, koji je u ožujku 1926. ponovno postao predsjednikom Vlade, obnaša dužnost ministra za Besarabiju i Bukovinu. Na navedenoj dužnosti nalazi se do lipnja 1927. godine. U vladi Nicolaea Iorge od travnja 1931. obnaša dužnost državnog ministra i to do lipnja 1932. godine. Godine 1938. izabran je za gradonačelnika Vasluia.

## Drugi svjetski rat
Početak Drugog svjetskog rata Rascanu dočekuje na mjestu gradonačelnika Vasluia. Godine 1942. dobiva čin generala korpusa, te u listopadu postaje gradonačelnikom Bukurešta. Na navedenoj dužnosti nalazi se do ulaska sovjetskih snaga u Bukurešt u kolovozu 1944. godine. Nakon toga onbaša dužnost prefekta Vasluia.
Godine 1950. Rascanu je s više rumunjskih vojnih i političkih dužnosnika zatvoren u zatvoru Sighet. U navedenom zatvoru je preminuo 25. veljače 1952. u 74. godini života.

## Vanjske poveznice
(eng.) Ioan Rascanu na stranici Generals.dk

(rum.) Ioan Rascanu na stranici Enciclopediaromaniei.ro

(rum.) Ioan Rascanu na stranici Plaidarabanean.ro[neaktivna poveznica]